# Montana Cans
Pour les articles homonymes, voir Montana (homonymie) et Cans.
Montana Cans est une entreprise allemande fabriquant des bombes de peinture et du matériel pour les graffitis. 

## Produits
- Bombes de peinture :
  - Montana Gold : bombe basse pression 400 ml (181 couleurs). Réputée très précise et limitant les coulures au maximum, très efficace pour le travail sur fresque.
  - Montana Black : bombe haute pression 400 ml (105 couleurs). Réputée très rapide et efficace pour la peinture en rue.
  - Montana Blackline :
    - Pocket : 100 ml (8 couleurs)
    - Spider : 200 ml (uniquement disponible en Noir et en chrome)
    - Writer Team Color : 400 ml (8 couleurs)
    - Teeror Black : 500 ml (uniquement disponible en Noir)
    - XXL Large : 750 ml (uniquement disponible en Noir, rouge, bleu outremer et Silver-Chrome)

  - Montana Platinium : 600 ml (19 couleurs)
  - Montana White: 400 ml (40 couleurs)
- Marqueurs :
  - Bombing : mèche 10 et 15 mm (10 couleurs)
  - Hardcore : mèche 10 à 30 mm (8 couleurs)

Il existe aussi toutes sortes de produits dérivés tels que des vêtements ou des cahiers à croquis.

## Commentaires
- Ne pas confondre avec l'entreprise espagnole de bombes de peinture, appelée elle : Montana colors L'ambiguïté est indéniable mais les Espagnols recourent au sigle MTN sur leurs bombes et les Allemands au nom Montana.